# 2010 FIFA World Cup South Africa
2010 FIFA World Cup South Africa é um jogo eletrônico de Video game da série FIFA. Desenvolvida pela EA Canada, é distribuída mundialmente pela Electronic Arts sob o selo EA Sports. O jogo foi lançado para PlayStation 3, Nintendo Wii, Xbox 360, PlayStation Portable e iPhone OS, sendo lançado no dia 27 de abril de 2010 na América do Norte e mundialmente no dia 30 de abril de 2010.

## Gameplay
Mudanças
Os desenvolvedores do jogo foram os mesmo de FIFA 10, e o jogo sofreu pequenas mudanças e melhoras na física do jogo. Nesta versão foi adicionada o fator da altitude, que fará diferença na velocidade da bola e no cansaço dos jogadores nas partidas.

## Equipes
O jogo conta com 199 dos 204 países filiados a FIFA. As seleções não presentes no jogo são República Centro-Africana, Eritreia, São Tomé e Príncipe, Butão e Guam. Outras quatro seleções que não participaram das eliminatórias para Copa do Mundo de 2010 também não estão presentes no jogo, Brunei, Filipinas, Laos e Papua-Nova Guiné.
África (CAF)
| - África do Sul * - Argélia - Angola - Benim - Botsuana - Burquina Fasso - Burundi - Camarões - Cabo Verde - Chade - Comores - Congo - RD Congo - Costa do Marfim - Djibouti - Egito - Etiópia | - Gabão - Gâmbia - Gana - Guiné - Guiné-Bissau - Guiné Equatorial - Lesoto - Libéria - Líbia - Madagascar - Malawi - Mali - Maurícia - Mauritânia - Marrocos - Moçambique - Namíbia | - Níger - Nigéria - Quénia - Ruanda - Senegal - Seicheles - Serra Leoa - Somália - Sudão - Essuatíni - Tanzânia - Togo - Tunísia - Uganda - Zâmbia - Zimbabwe |

Ásia (AFC)
| - Afeganistão - Arábia Saudita - Austrália * - Bahrein - Bangladesh - Camboja - China - Coreia do Norte * - Coreia do Sul * - Emirados Árabes Unidos - Hong Kong - Índia - Indonésia - Iêmen | - Irã - Iraque - Japão * - Jordânia - Kuwait - Líbano - Macau - Malásia - Maldivas - Mongólia - Myanmar - Nepal - Omã | - Paquistão - Palestina - Catar - Quirguistão - Singapura - Sri Lanka - Síria - Tadjiquistão - Tailândia - Taipé Chinês - Timor-Leste - Turcomenistão - Uzbequistão - Vietnã |

Europa (UEFA)
| - Albânia - Alemanha * - Andorra - Armênia - Áustria - Azerbaijão - Bielorrússia - Bélgica - Bósnia e Herzegovina - Bulgária - Cazaquistão - Chipre - Croácia * - Dinamarca - Escócia - Eslováquia - Eslovênia - Espanha * | - Estónia - Finlândia - França * - Geórgia - Grécia * - Hungria - Ilhas Faroé - Inglaterra * - Irlanda * - Irlanda do Norte * - Islândia - Israel - Itália * - Letónia - Liechtenstein - Lituânia - Luxemburgo - Macedônia do Norte | - Malta - Moldávia - Montenegro - Noruega - País de Gales - Países Baixos * - Polónia - Portugal * - Tchéquia - Romênia - Rússia * - San Marino - Sérvia - Suécia - Suíça - Turquia * - Ucrânia |

América do Norte, Central e Caribe (CONCACAF)
| - Anguila - Antígua e Barbuda - Antilhas Neerlandesas - Aruba - Bahamas - Barbados - Belize - Bermudas - Canadá - Costa Rica - Cuba - Dominica | - Estados Unidos * - El Salvador - Granada - Guatemala - Guiana - Haiti - Honduras - Ilhas Caimã - Ilhas Virgens Americanas - Ilhas Virgens Britânicas - Jamaica - México * | - Monserrate - Nicarágua - Panamá - Porto Rico - República Dominicana - São Cristóvão e Neves - Santa Lúcia - São Vicente e Granadinas - Suriname - Trinidad e Tobago - Turcas e Caicos |

América do Sul (CONMEBOL)
| - Argentina * - Bolívia - Brasil * - Chile * | - Colômbia - Equador - Paraguai | - Peru - Uruguai - Venezuela |

Oceania (OFC)
| - Fiji - Ilhas Cook - Ilhas Salomão - Nova Caledônia | - Nova Zelândia - Samoa - Samoa Americana | - Taiti - Tonga - Vanuatu |

Extras
- Adidas u11 *
- Classic XI *

- * Times cujo técnico é mostrado durante as partidas

## Estádios
- Cape Town Stadium
- Ellis Park Stadium
- Free State Stadium
- Loftus Versfeld Stadium
- Mbombela Stadium
- Moses Mabhida Stadium
- Nelson Mandela Bay Stadium
- Peter Mokaba Stadium
- Royal Bafokeng Stadium
- Soccer City
- Amsterdam Arena
- Estádio Olímpico de Berlim
- Estádio Camp Nou
- Estádio Santiago Bernabéu
- Parc des Princes
- Wembley Stadium
- Stade de Suisse